# Petrovice (Újezd)
Petrovice jsou malá vesnice, část obce Újezd v okrese Domažlice v Plzeňském kraji. Nachází se asi 1,5 kilometru severovýchodně od Újezdu. Je zde evidováno 39 adres. V roce 2011 zde trvale žilo 86 obyvatel.
Petrovice leží v katastrálním území Petrovice u Domažlic o rozloze 2,38 km².

## Historie
První písemná zmínka o vesnici pochází z roku 1349.

## Obyvatelstvo
| Rok            | 1869 | 1880 | 1890 | 1900 | 1910 | 1921 | 1930 | 1950 | 1961 | 1970 | 1980 | 1991 | 2001 | 2011 | 2021 |
| -------------- | ---- | ---- | ---- | ---- | ---- | ---- | ---- | ---- | ---- | ---- | ---- | ---- | ---- | ---- | ---- |
| Počet obyvatel | 148  | 149  | 145  | 132  | 148  | 160  | 150  | 112  | 109  | 88   | 87   | 78   | 82   | 86   | 75   |
| Počet domů     | 28   | 28   | 28   | 28   | 30   | 30   | 30   | 33   | 29   | 25   | 26   | 31   | 32   | 30   | 31   |

## Obecní správa
Při sčítání lidu v letech 1850–1879 Petrovice byly osadou obce Havlovice v okrese Domažlice. V letech 1880–1984 byly samostatnou obcí v okrese Domažlice. Od 1. ledna 1985 je částí obce Újezd v okrese Domažlice.

## Pamětihodnosti
- Venkovské usedlosti čp. 7 a 14

## Galerie

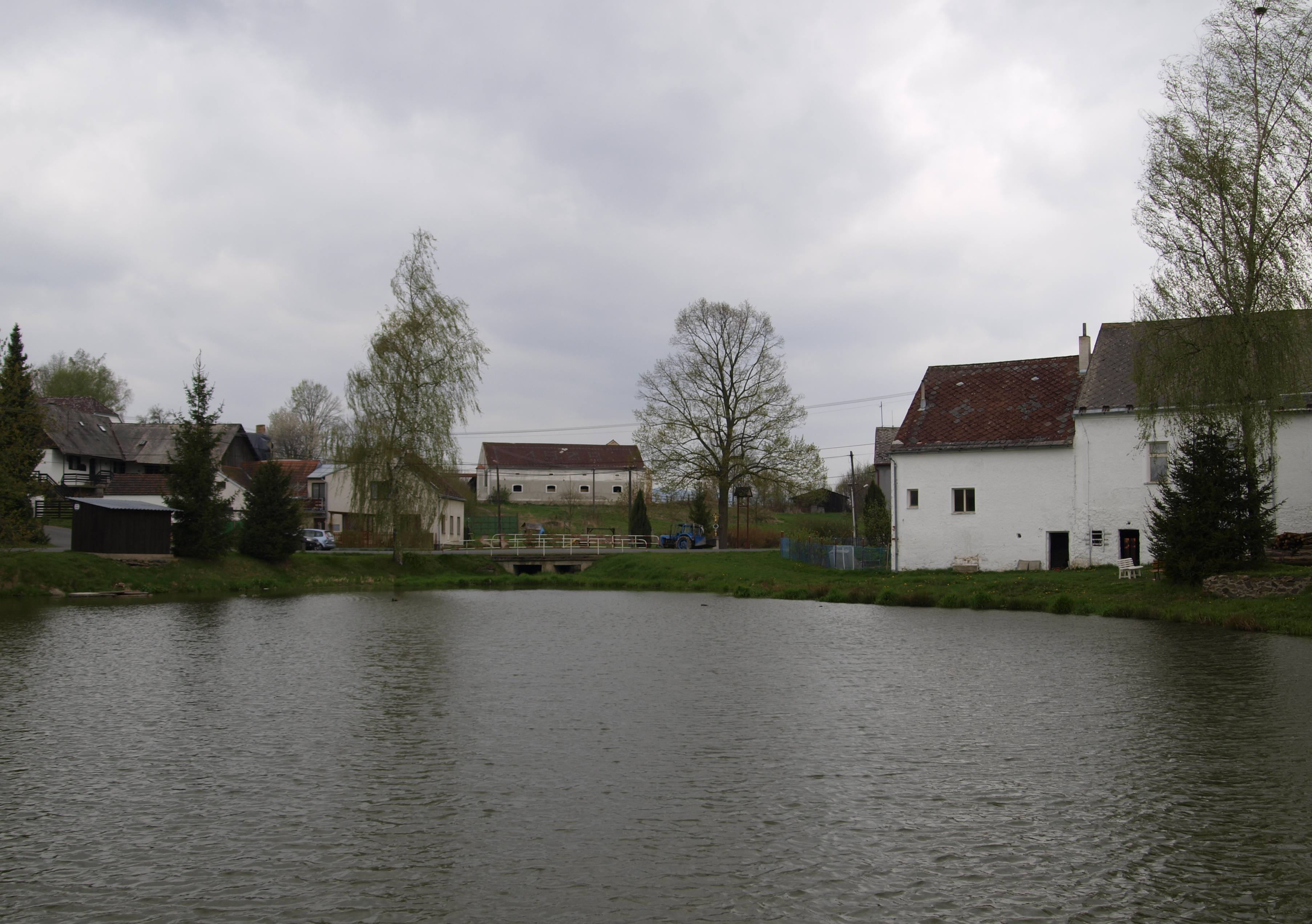
Domy u rybníka
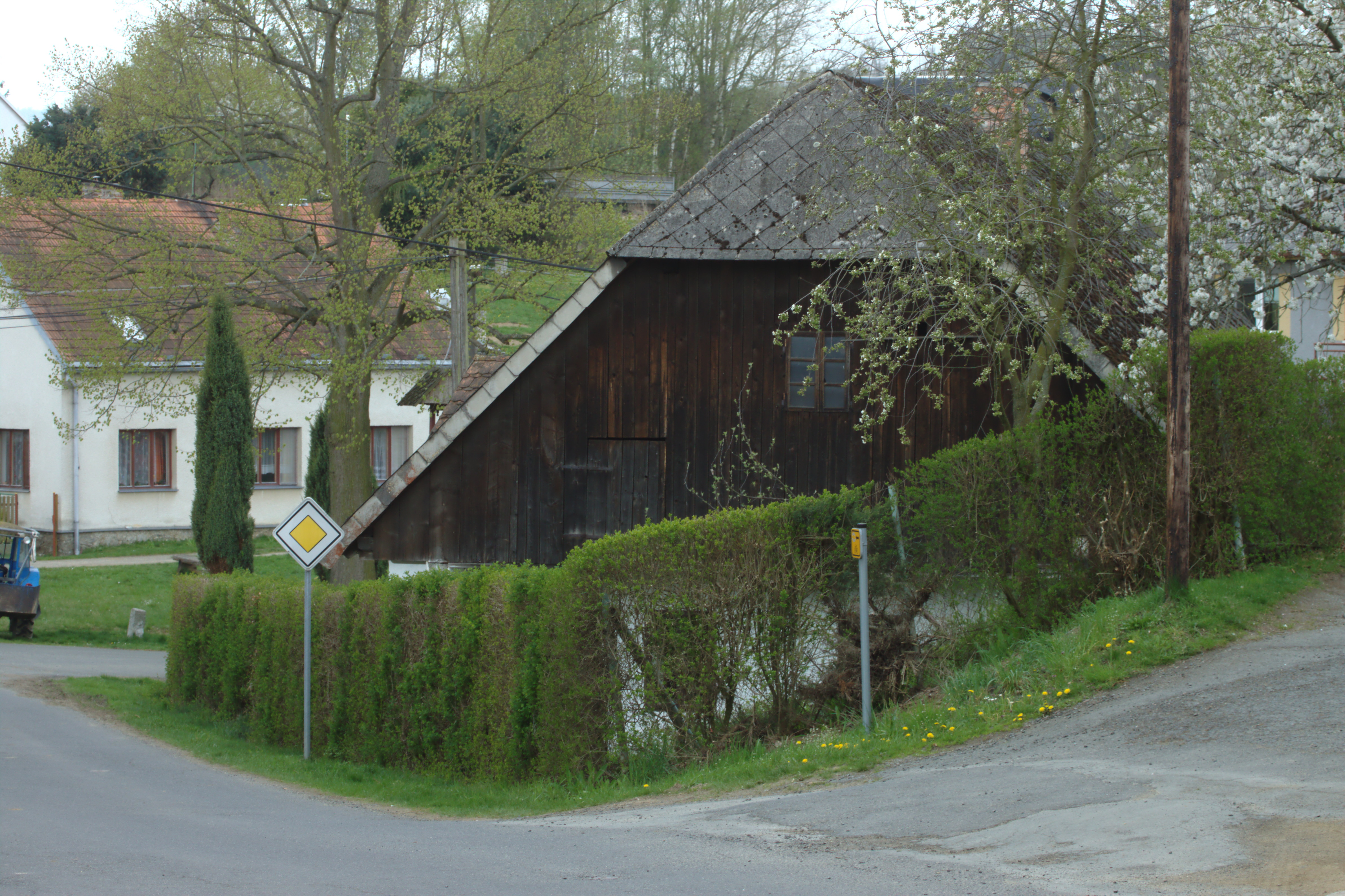
Roubenka
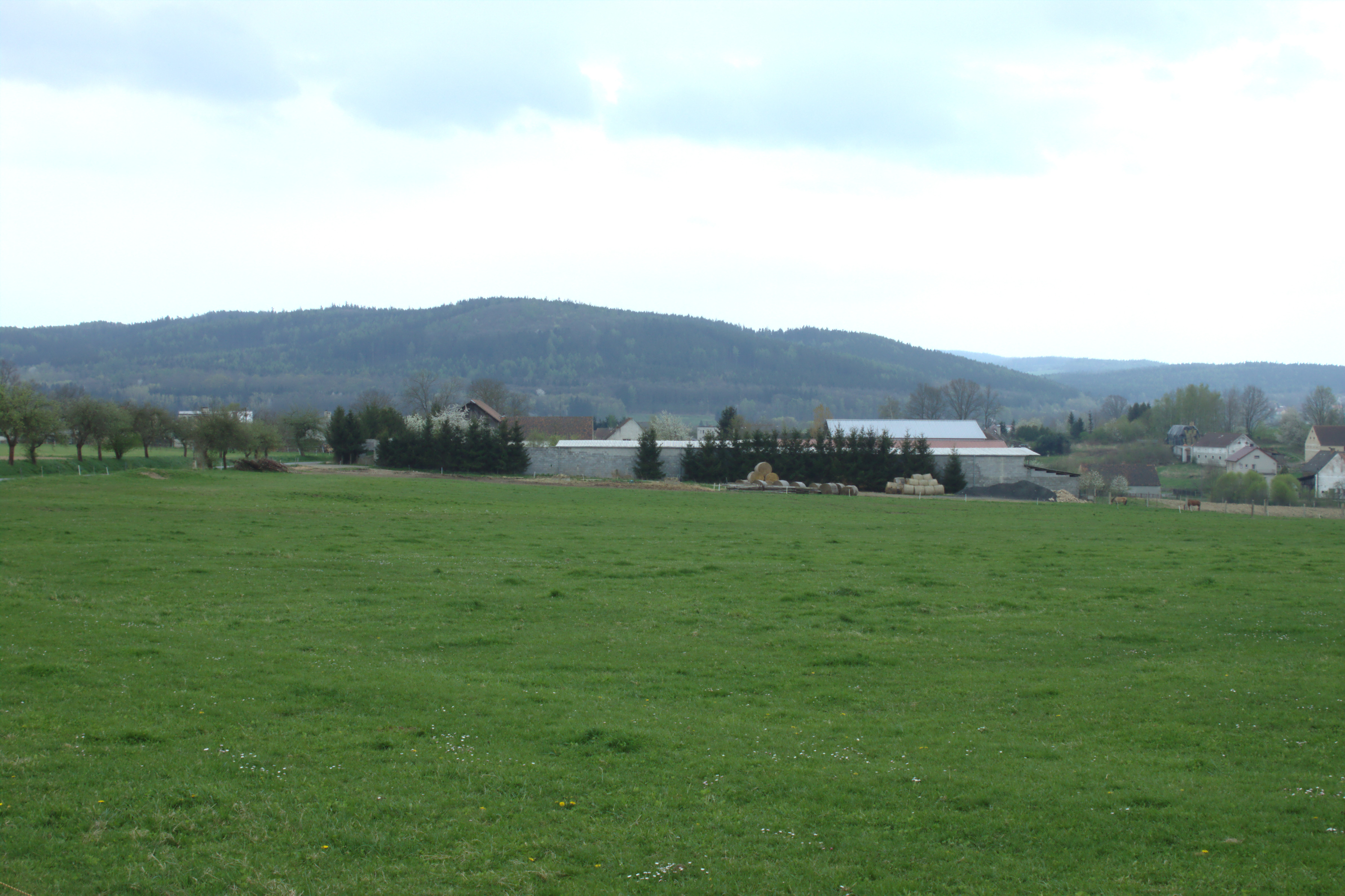
Celkový pohled